# Richard Ernst
Richard Robert Ernst (ur. 14 sierpnia 1933 w Winterthur, zm. 4 czerwca 2021 tamże) – szwajcarski chemik, laureat Nagrody Nobla z dziedziny chemii w roku 1991 za rozwój metody badań za pomocą wysokorozdzielczego magnetycznego rezonansu jądrowego (NMR). Laureat Nagrody Wolfa.

## Życiorys
Od 1976 profesor chemii fizycznej Politechniki w Zurychu (Eidgenössische Technische Hochschule). Członek m.in. Niemieckiej Akademii Przyrodników w Halle i Szwajcarskiej Akademii Nauk Technicznych.
W roku 1966 wspólnie z Westonem Andersonem zaproponowali wprowadzenie transformaty Fouriera do analizy NMR. To przekształcenie matematyczne pozwala na rozłożenie fali sumarycznej na poszczególne składowe sinusoidalne z określeniem ich amplitudy.
Za wkład w rozwój metodologii spektroskopii magnetycznego rezonansu jądrowego wysokiej rozdzielczości (wprowadzenie dwuwymiarowej spektroskopii wykorzystującej transformatę Fouriera) w 1991 otrzymał Nagrodę Nobla.
W 2002 Uniwersytet Karola w Pradze przyznał mu tytuł doktora honoris causa. W 2004 otrzymał Komandorię Orderu Gwiazdy Rumunii.

## Publikacje
- R. Ernst, G. Bodenhausen, Principles of nuclear magnetic resonance in one and two dimmension.